# MON 810
La variedad del maíz transgénico conocida como MON 810 es ampliamente usada alrededor del mundo. Es una línea de la especie Zea mays conocida como YieldGard de la compañía Monsanto. Esta planta es un organismo genéticamente modificado (GMO, por sus siglas en inglés) diseñado para combatir la pérdida de cosechas por plagas. Tiene un gen insertado en su ADN de MON810 que permite a la planta crear una proteína que daña a los insectos que tratan de comerla. Este gen proviene de Bacillus thuringiensis, el cual produce la toxina Bt, venenosa para los insectos en el orden Lepidoptera, mariposas y polillas, incluyendo el "Taladro de maíz", Ostrinia nubilalis.
Estas plantas modificadas genéticamente con toxinas Bt son cultivadas a gran escala alrededor del mundo. La línea de maíz MON 810 es producida por medio de la biolística, transfiriendo a otra línea de maíz con el plásmido, PV-ZMCT01. Este plásmido posee un promotor del ARN 35S del virus del mosaico de la coliflor y Hsp70, proteínas de shock térmico, que impulsan la expresión del gen Cry1Ab. Después, este gen codifica para delta-endotoxinas (Cry proteins, término en inglés,) las cuales son muy potentes y provocan lesiones en la membrana celular causando muerte celular. Estas toxinas (Bt) producidas se unen a lugares específicos localizados en el epitelio del intestino medio de los insectos. Las proteínas necesitan receptores específicos en las células para formas las Cry proteins y volverse tóxicas. Es por esto que las toxinas son específicas para el orden Lepidoptera. Los receptores son importantes para enlazar las proteínas tóxicas y empezar la transducción de señal. Sin embargo, el mecanismo exacto de estas toxinas todavía no es bien entendido.

## Controversia
La estructura transgén de MON 810 difiere del plásmido original construido para la evaluación de seguridad hacia Monsanto y ha cambiado en comparación con la proteína Cry1Ab de original natural (no activa). Gilles-Eric Seralini y colegas (2007 & 2009), analizaron la información de Monsanto para MON810, la cual fue disponible después de una demanda por disponibilidad pública y un juicio, y descubrieron que había causado daño en hígado, riñón y corazón en las ratas de laboratorio. Sin embargo, la Autoridad Europea de Seguridad Alimentaria (EFSA, por sus siglas en inglés) revisó este análisis y concluyó que las diferencias observadas se encontraban dentro de los parámetros normales de control de ratas y consideraron los métodos estadísticos usados inapropiados. Criticismos similares se han hecho a trabajos posteriores de Séralini involucrando ratas las cuales él aseguró habían desarrollado cáncer por consumir productos genéticamente modificados.
En publicaciones científicas, exponen los efectos de la toxina en insectos y otros artrópodos que no pertenecen al grupo Lepidoptera. Esto indica que la toxina Cry1Ab afecta a organismos fuera del grupo de los Lepidoptera y que el mecanismo de toxicidad es menos específico de lo que se creía.
El 5 de abril de 2012, Polonia anunció la prohibición de la cultivación de MON810 en su territorio porque "el polen de esta cepa podría tener un efecto dañino para las abejas." No hay evidencia existente que sugiera que las abejas son dañadas por la proteína Bt)
Un documento publicado en 2010 (revisión sistemática) por Agnes Ricroch et al. en el diario Transgenic Research, que revisó varias publicaciones pasadas y estudios recientes, concluyó que la decisión de prohibir la cultivación de MON810 en Alemania fue "científicamente injustificada". Esto fue a pesar del hecho que muchos de los metaanálisis revisados indican efectos negativos de la toxina Cry1Ab a especies no enfocadas (fuera del grupo Lepidoptera), aunque después de compararlo con el roció de pesticidas de amplio espectro, los efectos negativos de la toxina Cry1Ab en especies no enfocadas fue menor.

## Uso autorizado
El apruebo de usar MON810 en la Unión Europea por primera vez fue en 1998.  Desde entonces, cinco países la han cultivado (España, Portugal, República Checa, Eslovaquia y Romania) y seis países (Austria, Hungría, Grecia, Francia, Luxemburgo, y Alemania) la han prohibido bajo una prestación temporal de emergencia conocida como "Cláusula de salvaguardia" por las preocupaciones de que causara daño al medio ambiente. Sin embargo, la importación todavía estaba permitida. El 3 de marzo de 2016, mediante la aprobación de la Decisión de Ejecución (UE) 2016/321 de la Comisión, la Unión Europea aceptó prohibir el uso de MON 810 en parte o la totalidad del territorio de 19 países que así lo habían pedido. Esto fue posible gracias a la elaboración, el año anterior, de la Directiva (UE) 2015/412 del Parlamento Europeo y del Consejo que modificaba la Directiva 2001/18/CE. Esta originalmente establecía que ningún Estado miembro de la Unión Europea podía prohibir, restringir o impedir la comercialización de un producto OMG o de un OMG que sea producto o parte de un producto si este cumplía las disposiciones establecidas.
En Italia, su cultivación ha sido prohibida desde el 12 de julio de 2013, cuando el ministro italiano de salud obligara la suspensión del permiso para el cultivo de maíz genéticamente modificado. En Polonia, el cultivo de cosechas de organismos modificados genéticamente ha estado prohibido desde el 28 de enero de 2013.
MON 810 está aprobado para uso en Argentina, Australia, Brasil, Canadá, China, Colombia, la Unión Europea (donde cada país perteneciente decide si da el permiso), Japón, Corea del Norte, México, las Filipinas, Sudáfrica, Suiza,  Corea del Sur, Taiwán, los Estados Unidos y Uruguay.